# Montecuccoli

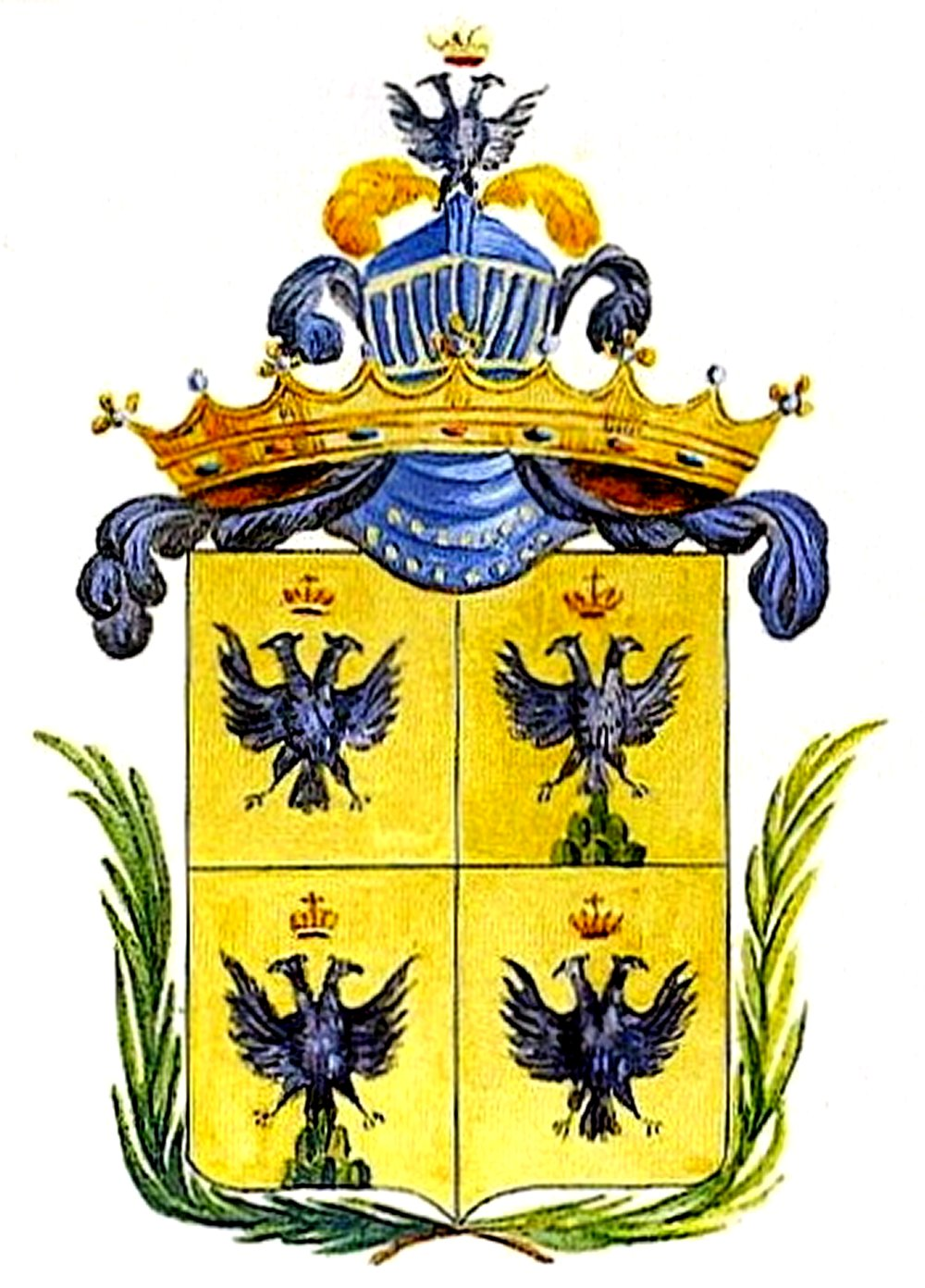
Wappen derer von Montecuccoli

Montecuccoli ist der Name eines bedeutenden aus dem Herzogtum Modena stammenden Adelsgeschlechtes.

## Geschichte
Die Wurzeln der Familie reichen bis ins 11. Jahrhundert im Herzogtum Modena zurück. Stammsitz war die Burg Montecuccolo (deutsch: Kuckucksberg) bei Modena. Männliche Vertreter der Familie traten in den kaiserlichen Dienst ein. 
1530 wurde die Familie von Kaiser Karl V. in den Reichsgrafenstand erhoben. Raimondo Montecuccoli (1609–1680) war aufgrund seiner Verdienste als kaiserlicher Feldherr, Diplomat und Staatsmann die Erhebung in den Reichsfürstenstand versprochen worden, starb aber, bevor sie vollzogen werden konnte. Erst sein Sohn Leopold Philipp erhielt 1689 den Titel eines Reichsfürsten. Mit seinem Tod 1698 erlosch die fürstliche Linie der Familie Montecuccoli bereits wieder.
Ab 1861 hatten die Montecuccoli eines von 64 gräflichen Geschlechtern einen erblichen Sitz im Herrenhaus, dem Oberhaus des österreichischen Reichsrates.

## Entwicklung des Hauswappens

Stammwappen
Gebessertes Wappen mit einköpfigem Reichsadler, Zeichen kaiserlicher Anhängerschaft, das Recht zur Aufnahme des Adlers soll 1369 Karl IV. erteilt haben[2]
1530 anlässlich der Erhebung in den Reichsgrafenstand gebessertes, geviertes Wappen mit doppelköpfigem Reichsadler als Gnadenzeichen in Feld 1 und 4 sowie im gebesserten Stammwappen in Feld 2 und 3

## Bedeutende Angehörige der Familie

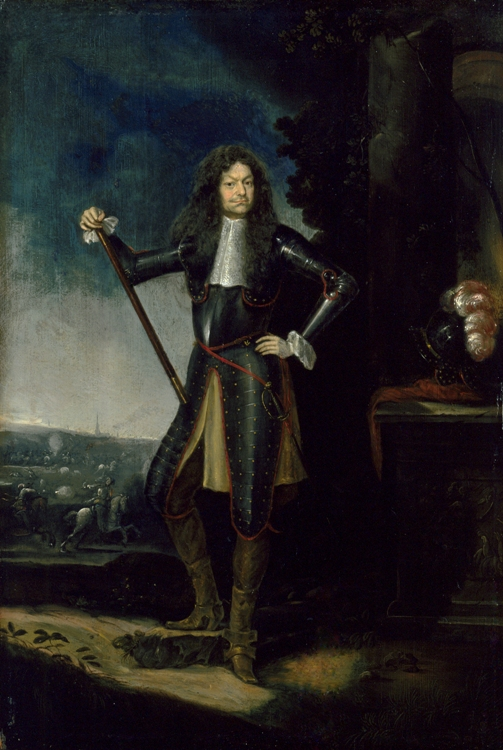
Feldmarschall Fürst Raimondo Montecuccoli (Porträt von Elias Grießler im Heeresgeschichtlichen Museum)

- Graf Ernesto Montecuccoli (1582–1633) war kaiserlicher General im Dreißigjährigen Krieg und kämpfte unter Wallenstein. Kaiser Ferdinand II. belehnte ihn 1624 mit der Herrschaft Hohenegg im heutigen Niederösterreich.[3]
- Sein Neffe Raimondo Montecuccoli (1609–1680) war kaiserlich-habsburgischer Feldherr, Diplomat und Staatsmann, Militärtheoretiker und -schriftsteller und Schöpfer des ersten stehenden Heeres in Österreich. Er gilt neben Prinz Eugen und Erzherzog Karl als bedeutendster Feldherr Österreichs.
- Graf Alfonso Montecuccoli, Admiral des Großherzogs von Toskana, führte 1607 eine kleine Flotte gegen die Türken
- Giovanni Battista Caprara (gebürtig Graf Montecuccoli), Erzbischof
- Graf Girolamo Montecuccoli (1583–1643), Geheimkämmerer des Großherzogs von Toskana und Kommandant über dessen deutsche Leibgarde, später Minister und Rat Leopolds V. von Tirol
- Graf Herkules Pius Montecuccoli-Laderchi (1664–1729), Feldmarschall
- Fürst Leopold Philipp Montecuccoli (1663–1698), kaiserlich-habsburgischer Feldmarschalleutnant, Sohn von Raimondo Montecuccoli
- Graf Rudolf Montecuccoli (1843–1922), k.u.k. österreichisch-ungarischer Admiral und Marinekommandant
- Graf Albert Montecuccoli-Laderchi (1802–1852), Kreishauptmann des Salzachkreises 1831–1838[4]

## Besitztümer
Seit 1710 befindet sich Gut Mitterau in der Gemeinde Markersdorf an der Pielach bei St. Pölten im Besitz des Adelsgeschlechtes, mit 950 Hektar Wald. Das Schloss wurde um 1600 erbaut und erhielt seine heutige Form im Jahre 1754. Um 1740 verlegte Graf Zeno Montecuccoli den Herrschaftssitz von Hohenegg ins nahe Schloss Mitterau.
Verwaltet wird es heute von Albert und Felix Montecuccoli.

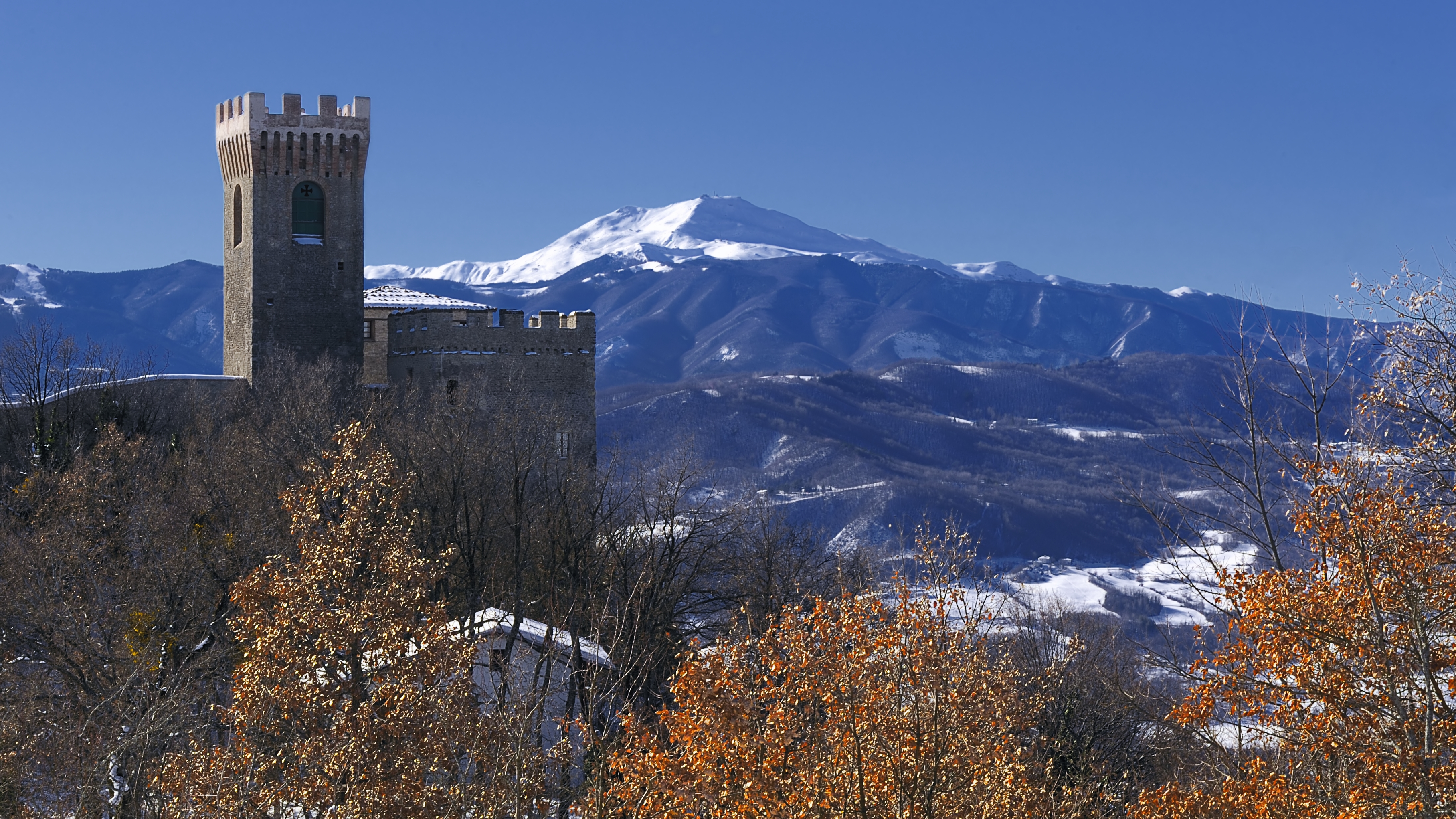
Burg Montecuccolo bei Pavullo nel Frignano
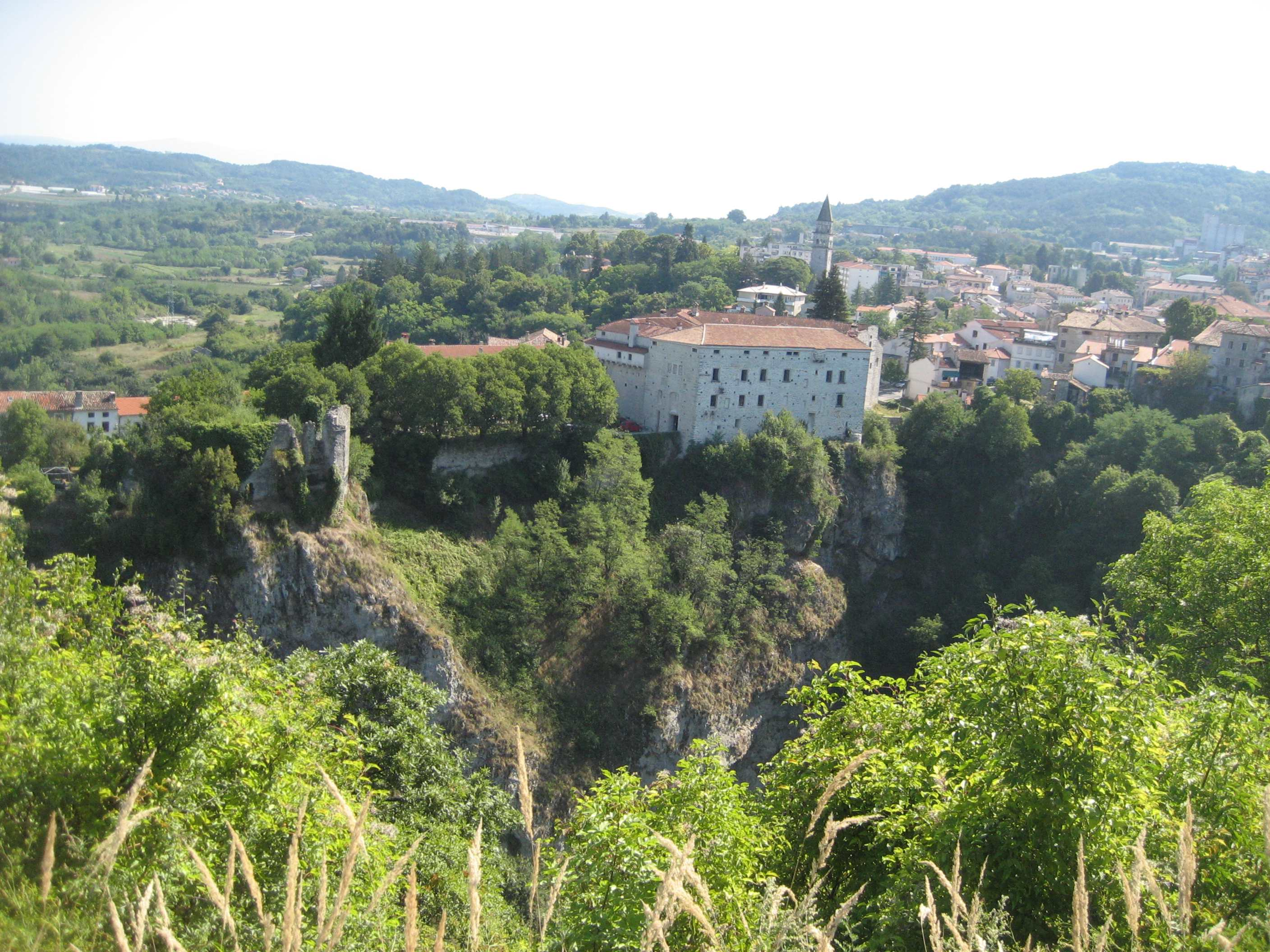
Burg Pazin, Istrien
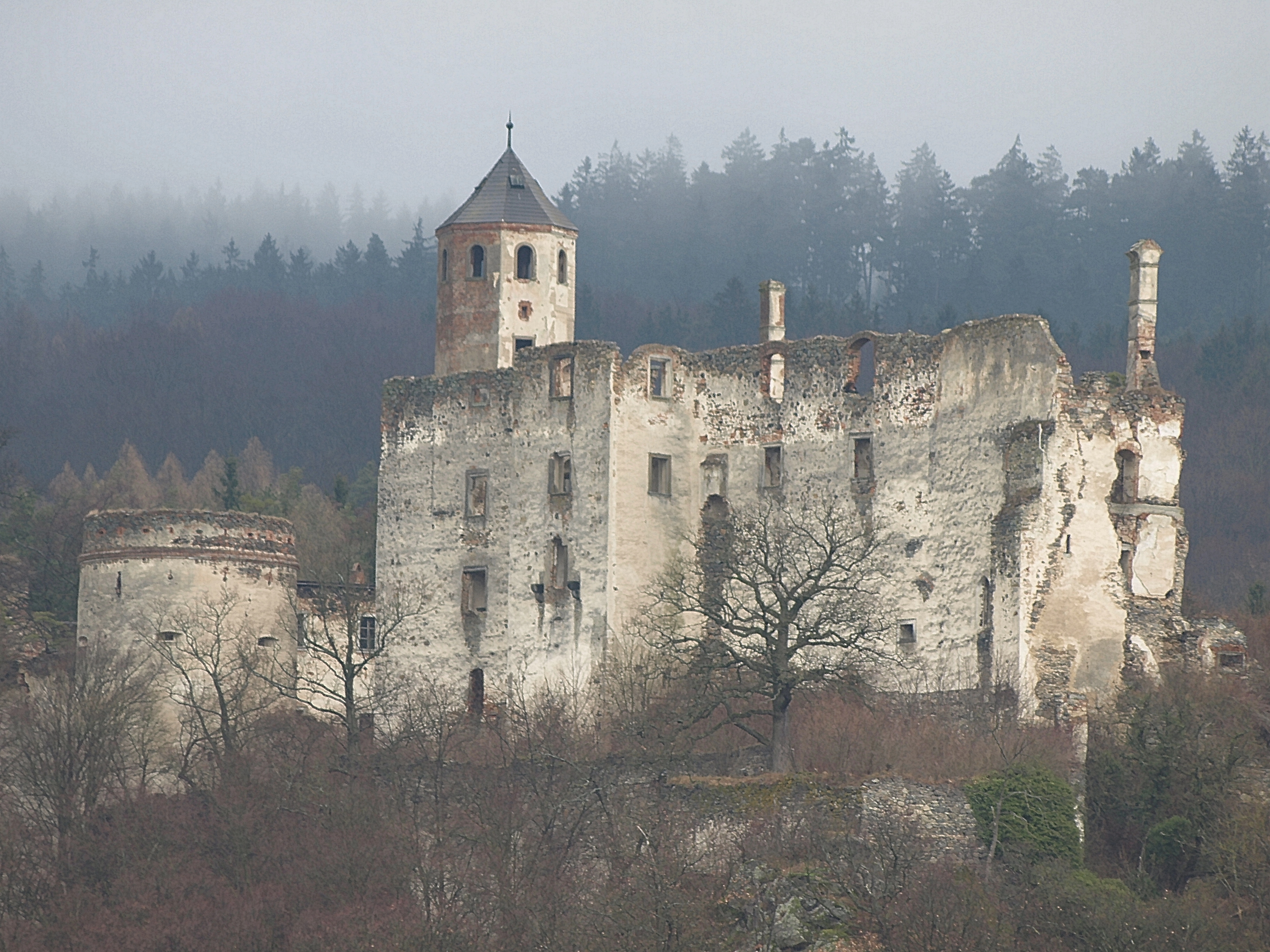
Burg Hohenegg bei Hafnerbach
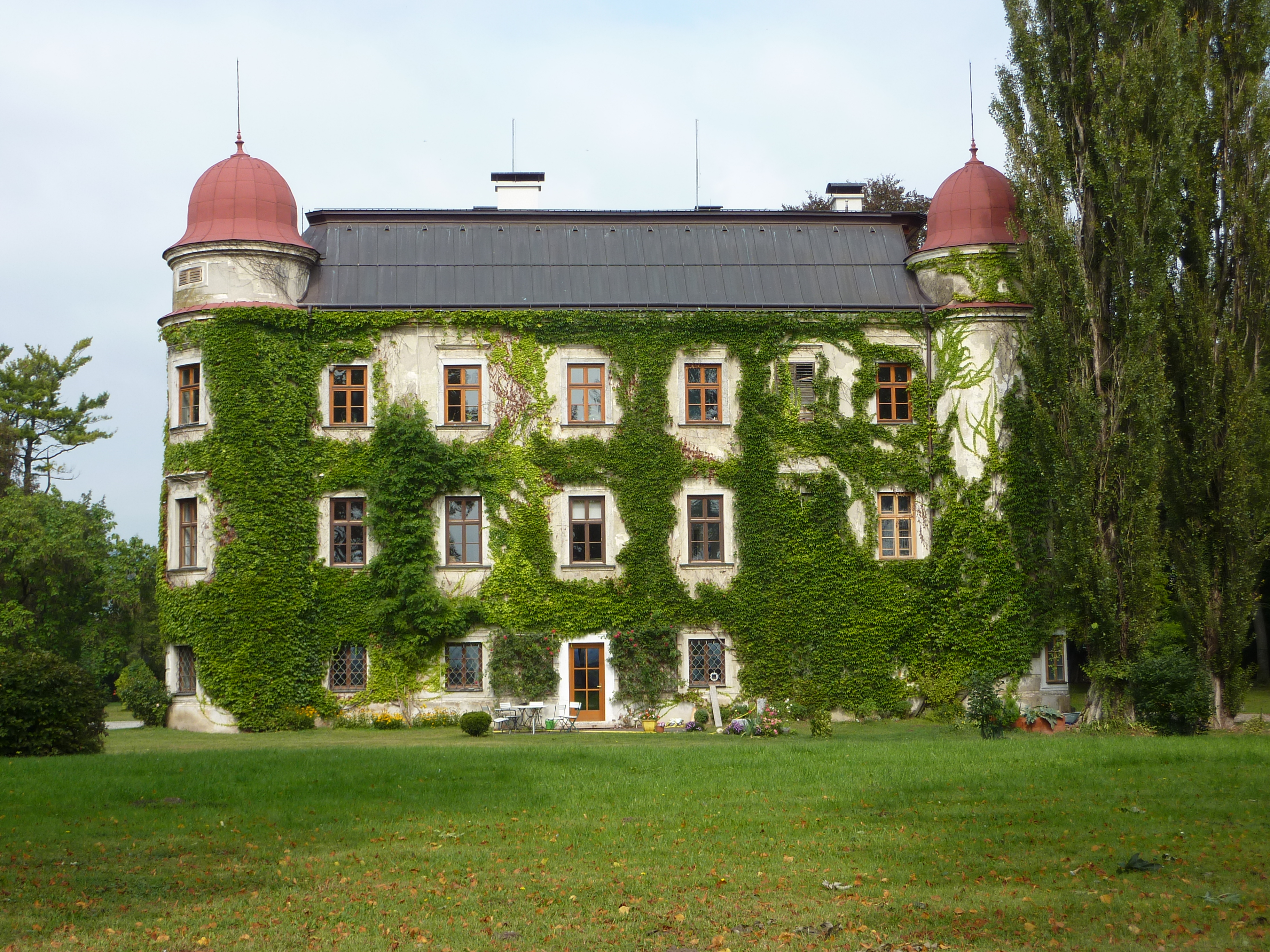
Schloss Mitterau